# Герар (река)
Герар (ивр. נַחַל גְּרָר‎, араб. وادي الشريعة‎, вади-а-шариа) — пересыхающая река в Израиле, протекающая в Северном Негеве, крупнейший приток реки Бесор.
Площадь водосборного бассейна — 699 км². Длина реки — около 50 км.
Река начинается на юге Шефелы, у кибуца Лахав. После этого Герар течёт на запад и впадает в Бесор у кибуца Реим.
Вдоль реки были расположены многие древние поселения и стоянки, такие как Герар-алеф и Герар-хей.